# Van Cauter-Magniflex-De Gribaldy
El equipo Van Cauter-Magniflex-De Gribaldy fue un equipo ciclista belga, de ciclismo en ruta que compitió en 1972. Creado a partir de una parte del equipo Hertekamp, duró tan solo una temporada y fue el antecedente del equipo Magniflex

## Principales resultados
- Vuelta a Portugal: Joaquim Agostinho (1972)
- G. P. Kanton Aargau: Georges Pintens (1972)
- Gran Premio del 1 de Mayo: Raymond Steegmans (1972)

### En las grandes vueltas
- Giro de Italia
  - 1 participación (1972)
  - 1 victoria de etapa:
    - 1 el 1972: Fabrizio Fabbri

  - 0 clasificación final:
  - 0 clasificaciones secundarias:

- Tour de Francia
  - 1 participación (1972)
  - 1 victoria de etapa:
    - 1 el 1973: Rik Van Linden

  - 0 clasificaciones secundarias:

- Vuelta a España
  - 1 participación (1972)
  - 1 victoria de etapa:
    - 1 el 1972: Roger Kindt

  - 0 clasificación final:
  - 0 clasificaciones secundarias:

## Composición del equipo
| Integrantes del equipo 1972         | Integrantes del equipo 1972 | Integrantes del equipo 1972 | Integrantes del equipo 1972 |
| Corredor                            | Fecha de nacimiento         | Equipo previo               |                             |
| ----------------------------------- | --------------------------- | --------------------------- | --------------------------- |
| Willy Abbeloos                      | 20 de marzo de 1949         |                             |                             |
| Joaquim Agostinho                   | 7 de abril de 1943          | Frimatic-de Gribaldy (1972) |                             |
| Herman Beysens                      | 27 de mayo de 1950          |                             |                             |
| Tony Daelemans (2 de abr–31 de dic) | 8 de abril de 1944          |                             |                             |
| Pietro Dallai                       | 3 de abril de 1947          |                             |                             |
| Willy De Geest                      | 8 de enero de 1947          | Hertekamp-Magniflex (1971)  |                             |
| Noël De Pauw                        | 25 de julio de 1942         |                             |                             |
| André Doyen                         | 29 de marzo de 1949         | Hertekamp-Magniflex (1971)  |                             |
| Fabrizio Fabbri                     | 28 de septiembre de 1948    | Cosatto-Marsicano (1971)    |                             |
| Sigfrido Fontanelli                 | 1 de octubre de 1947        | Hertekamp-Magniflex (1971)  |                             |
| Adolf Huysmans                      | 9 de marzo de 1947          |                             |                             |
| Edward Janssens                     | 18 de enero de 1946         | Flandria-Mars (1971)        |                             |
| Roger Jochmans                      | 8 de mayo de 1947           |                             |                             |
| Roger Kindt                         | 18 de septiembre de 1945    |                             |                             |
| Jean-Claude Largeau                 | 6 de abril de 1949          |                             |                             |
| Mariano Martínez                    | 20 de septiembre de 1948    | Hoover-de Gribaldy (1971)   |                             |
| Joël Millard                        | 23 de enero de 1946         |                             |                             |
| Georges Pintens                     | 15 de octubre de 1946       | Hertekamp-Magniflex (1971)  |                             |
| André Poppe                         | 4 de noviembre de 1943      | Dr. Mann-Grundig (1970)     |                             |
| Silvano Ravagli                     | 2 de abril de 1946          |                             |                             |
| Paul Ravel                          | 12 de diciembre de 1946     |                             |                             |
| Eddy Reyniers                       | 30 de diciembre de 1946     | Hertekamp-Magniflex (1971)  |                             |
| Pierre Rivory                       | 22 de septiembre de 1945    |                             |                             |
| Gérard Rochat                       | 20 de marzo de 1947         |                             |                             |
| Raymond Steegmans                   | 15 de mayo de 1945          |                             |                             |
| Alberto Tazzi                       | 13 de abril de 1946         |                             |                             |
| Erwin Thalmann (4 de jun–11 de jun) | 29 de diciembre de 1944     |                             |                             |
| Vittorio Urbani                     | 11 de febrero de 1948       |                             |                             |
| Arthur van de Vijver                | 29 de febrero de 1948       |                             |                             |
| Rik Van Linden                      | 28 de julio de 1949         | Hertekamp-Magniflex (1971)  |                             |
| Ludo Van Staeyen                    | 11 de diciembre de 1948     |                             |                             |
| Guido Van Sweevelt                  | 15 de abril de 1949         |                             |                             |
| Mauro Vannucchi                     | 1 de marzo de 1948          |                             |                             |
| Fritz Wehrli (4 de jun–11 de jun)   | 7 de junio de 1950          |                             |                             |
| Gilbert Wuytack                     | 4 de septiembre de 1945     |                             |                             |
|                                     |                             |                             |                             |
| Fuente: Cycling Archives            |                             |                             |                             |

Nota: Willy Abbeloos